# 歐陽英傑
歐陽英傑（英語：Jeff Au Yeung Ying Kit，1976年1月1日—），香港醫生，基督徒，業餘作家，香港西醫工會會董，多媒體創作人。他從事寫作網誌並以星屑醫生的筆名推出多本書籍作品並出席公開活動。
2010年起，於香港社會運動中活躍，現為維園行動及全民發聲核心成員、選民力量發言人、人民力量執行委員，亦被傳媒稱為維園阿哥。

## 簡歷
歐陽英傑於黃大仙鳳凰新邨長大，小學就讀於慈雲山聖文德天主教小學曾連續十一次考獲全级第一
，中學就讀於拔萃男書院，1995年畢業，同屆畢業的包括有線新聞中國組首席記者呂秉權，中學時期還活躍於中文朗誦及辯論活動，曾參加校隊奪得1994年聯校中文辯論賽總冠軍。2000年畢業於香港大學醫學院，獲內外全科醫學士。畢業後曾於瑪麗醫院外科、腦外科、肝外科、深切治療部等工作，並曾參與肝臟移植手術，四年後因覺得工作過度辛苦和人生不應只顧事業而轉為私人懸壺執業，在北角健威花園健威坊設立診所。
2005年5月，歐陽英傑始用星屑醫生為筆名撰寫網誌《The Doctor is IN　這醫生很~潮*》，隨著社會運動的參與現已改名為《The Doctor is In~sane, 這醫生很激*》。其網誌長期位列新浪網誌之十大位置，並曾入圍台灣中時部落格2007嚴選網誌。
歐陽英傑亦曾於《Cosmogirl!》及香港政府一站通撰寫專欄，並輯著成書。歐陽英傑同時曾參與播客（Podcasting），在香港播客平台cmm.hk與唱作人嘉琳及雜誌總編輯Joven共同主持網上電台節目《醫生會伊人》。
2006年5月，歐陽英傑在網誌撰寫〈老爸入院記〉一文，記述自己父親因為盲腸炎加上公立醫院醫生經驗不足險些喪命的經過，總共數萬字的7篇文章中，歐陽英傑多次質疑伊利沙伯醫院多位醫務人員的判斷。
另外有醫生網民援引《香港醫生守則》第III部分第III部分，指歐陽英傑不應該以自己未專科畢業的四年外科知識去批評同行，而歐陽英傑也就有關指控作出回應。
。
2007年6月23日，他曾在其北角診所及時為一名哮喘病發的4歲女童進行心外壓及人工呼吸急救，救回女童一命。
他亦在香港有線電視財經資訊台主持健康節目《至Fit男女》。
2010年，歐陽英傑與其拔萃男書院師弟任亮憲為了社會公義，時常出現於《城市論壇》，並踴躍發言，被傳媒稱為「維園阿哥」。
2010年9月，歐陽英傑與陳志全(慢必)，林雨陽，劉嘉鴻(劉嗡)，袁彌明組織非政黨社運組織選民力量，準備2011年區議會選舉狙擊民主黨。
於2012年立法會選舉，歐陽英傑夥拍人民力量主席劉嘉鴻及香港人網創辦人蕭若元出選香港島選區，排在該名單的第三位。

## 家庭
歐陽英傑的父親曾任職香港國際機場基層員工，其母親為越南前藝人，婚後成為全職主婦。
歐陽英傑妻子是加拿大溫哥華回流港人，從事電腦業。

## 著作
- 《這醫生很潮》，2007年6月1日，出版者：天行者 ISBN 9789889949983
- 《這醫生多花樣》，2008年2月1日，出版者：天行者 ISBN 9789889989361
  - 使用環保紙印刷
- 《What if 77 個青年願景》，2010年5月1日，出版者：圓桌精英 ISBN 9789889955373
  - 內容有關近年的香港基層社會運動
- 《爆政─維園阿哥》，2010年7月1日，明窗出版社 ISBN 9789888027798
  - 與另一維園阿哥任亮憲合著
- 《就是喜歡你覺得我成何體統》，2011年4月，出版者：明報出版社 ISBN 9789888082117
- 《瞧》，2011年4月1日，明窗出版社 ISBN 9789888082902

## 報章專欄
- 《星屑醫生花樣多多》，原載於《AM730》，2008-05-05，M20、M21
- 《這個潮醫真敢言》，原載《太陽報》，2008-04-11，A15專題

## 網上電台主持
- 《城市再論壇》（Myradio，2010年4月起）
- 《網想最大黨》（香港人網，2010年9月起）
- 《明星潮醫館》（香港人網，2011年4月起）
- 《三粒花生酥》（謎米香港，2013年6月起）

## 電視節目主持
- 2016年：《晚吹》-《No Money No Talk》

## 資料來源
1. ↑  醫生潮人潮語 的存檔，存档日期2010-06-11. 都市日報，2007年7月12日
2. ↑  星屑醫生. . 天行者. 2008: 第93頁. ISBN 9789889989361.
3. ↑  醫生會伊人 的存檔，存档日期2017-03-05.
4. ↑  .   [2010-06-08]. （原始内容存档于2010-07-02）.
5. ↑  哮喘病發一夜　求診突告昏迷 女童窒息仁醫救命 蘋果日報，2007年6月24日
6. 1 2  星屑潮醫 歐陽英傑 的存檔，存档日期2010-05-18. 壹蘋果健康網
7. ↑  口水鬥強權 拔萃仔變維園阿哥 （页面存档备份，存于） 明報，2010年4月25日
8. ↑  政府硬上弓 激發市民訴諸行動 爭普選唯一出路 5.16公投 蘋果日報，2010年4月15日
9. ↑  http://powervoters.wordpress.com/ （页面存档备份，存于） 選民力量